# Xanthorhoe radiata
Xanthorhoe radiata är en fjärilsart som beskrevs av Edward Alfred Cockayne 1950. Xanthorhoe radiata ingår i släktet Xanthorhoe och familjen mätare. Inga underarter finns listade i Catalogue of Life.